# Rosettjungfrulin
Rosettjungfrulin (Polygala amarella) är en växtart i familjen jungfrulinsväxter.